# Alfonso Raimo
Alfonso Raimo (* 2. července 1959 Calabritto) je italský římskokatolický duchovní a pomocný biskup arcidiecéze Salerno-Campagna-Acerno.

## Život
Narodil se 2. července 1959 v Calabritto.
Vstoupil do kněžského semináře. Teologické vzdělávání získal na Papežské teologické fakultě Jižní Itálie. Později získal licenciát z misiologie na Papežské univerzitě Urbaniana v Římě. Dne 18. března 1990 byl arcibiskupem Guerinem Grimaldim vysvěcen na kněze. Stal se farním vikářem Santi Martino e Quirico ve Fisciano, kde se za osm let stal farářem. Byl profesor misiologie na Teologickém institutu v Salernu a Vyšším institutu náboženských studií.
Roku 2011 byl ustanoven farářem Santa Maria del Carmine e Sant'Eustachio v Eboli a roku 2015 byl přemístěn do farnosti San Bartolomeo Apostolo ve stejné obci. Byl národním sekretářem Papežské misijní unie a Papežské díla svatého Petra při Papežských misijních dílech. V letech 2016–2020 působil jako vicepředseda diecézního úřadu pro misie. Poté byl jmenován generálním vikářem.
Dne 30. dubna 2024 jej papež František ustanovil pomocným biskupem arcidiecéze Salerno-Campagna-Acerno a titulárním biskupem z Termini Imerese. Biskupské svěcení přijal 1. června z rukou arcibiskupa Andrea Bellandiho a spolusvětiteli byli arcibiskup Pasquale Cascio a biskup Antonio De Luca.